# Brax, Lot-et-Garonne
Brax är en kommun i departementet Lot-et-Garonne i regionen Nouvelle-Aquitaine i sydvästra Frankrike. Kommunen ligger i kantonen Laplume som tillhör arrondissementet Agen. År 2022 hade Brax 2 103 invånare.

## Befolkningsutveckling
Antalet invånare i kommunen Brax
| Referens: INSEE |